# Алфа Ромео 90
Алфа Ромео 90 е италиански седан, произвеждан от компанията Алфа Ромео.

## История
В началото на 80-те години компанията се нуждае от автомобил, който да върне вярата в марката след проблемите в производството на модела Алфа Ромео Алфасуд. Проектирането на Алфа 90 започва през 1982. Кодовото име на Автомобила е Проект 162. Алфа Ромео 90 е представена официално на автомобилния салон в Торино през 1984.

## Дизайн
С дизайна на автомобила се заемат специалистите от италианското ателие Бертоне. Дизайнер на автомобила е Марчело Гандини.

## Иновации
- Един от първите автомобили с индикатор за смяна на предавката
- През 1985 е представен V6 двигател с два филтъра
- Нова климатична концепция
- версия Quadrifoglio Oro